# Hans-Dieter Sues
Hans-Dieter Sues (ur. 1956) – amerykański paleontolog pochodzenia niemieckiego, specjalizujący się w badaniu mezozoicznych lądowych kręgowców, w szczególności dinozaurów i ich krewnych, bazalnych synapsydów, paleoekologii i zmian zachodzących w prehistorycznych ekosystemach.

## Życiorys
Do 1975 studiował geologię na Uniwersytecie Jana Gutenberga w Moguncji, w 1977 uzyskał tytuł Master of Science na Uniwersytecie Alberty, a rok później – Master of Arts na Uniwersytecie Harvarda. Doktoryzował się również w Harvard University w 1984. Później prowadził badania na Uniwersytecie McGill oraz w Muzeum Historii Naturalnej w Waszyngtonie. W 1992 został zatrudniony w Royal Ontario Museum, gdzie pracował jako kustosz w dziale paleontologii kręgowców. Od 1997 wykładał zoologię na University of Toronto. Od 2002 do 2004 pracował również w Carnegie Museum of Natural History w Pittsburghu. W 2002 został członkiem Royal Society of Canada. Był przewodniczącym Society of Vertebrate Paleontology, a obecnie pracuje w Smithsonian Institution w Waszyngtonie.
Hans-Dieter Sues nazwał kilka rodzajów dinozaurów, takich jak Levnesovia, Ornatotholus, Saurornitholestes, Stygimoloch, Urbacodon, czy Zephyrosaurus. Na jego cześć jednemu rodzajowi pachycefalozaura nadano nazwę Hanssuesia.